# 小叶女贞
小叶女贞（学名：Ligustrum quihoui）为木犀科女贞属的植物，是中国的特有植物。分布在中国大陆的安徽、西藏、河南、湖北、贵州、浙江、江苏、山东、云南、江西、四川、陕西等地，生长于海拔100米至2,500米的地区，常生长在路旁、沟边、河边灌丛中以及山坡，是常见的园林植物。